# Flughafen Magenta

i7
i11
i13
Der Flughafen Magenta (IATA-Code: GEA, ICAO-Code: NWWM) ist ein nationaler Verkehrsflughafen von Neukaledonien nahe der Hauptstadt Nouméa.
Von ihm fliegt Air Calédonie die Orte Koné und Touho an, die ebenfalls wie Nouméa auf der Hauptinsel Grande Terre liegen, sowie die zu Neukaledonien gehörenden Inseln Île des Pins, Lifou (Flughafen Lifou), Ouvéa und Maré.
Zwischen 2016 und 2019 wurde für den neuen Flugzeugtyp ATR 72 die Landebahn erweitert sowie die Ankunfts- und Abflugterminals vergrößert, um dem gestiegenen Passagieraufkommen Rechnung zu tragen.
Magenta ist der Heimatflughafen der Air Loyauté.